# IC 4336
IC 4336 је спирална галаксија у сазвјежђу Ловачки пси која се налази на листи објеката дубоког неба у Индекс каталогу.
Деклинација објекта је + 39° 42' 25" а ректасцензија 13h 50m 43,1s. Привидна величина (магнитуда) објекта IC 4336 износи 13,9 а фотографска магнитуда 14,7. IC 4336 је још познат и под ознакама UGC 8761, MCG 7-28-77, CGCG 218-59, CGCG 219-4, IRAS 13485+3957, PGC 49146.